# Colin Smith (roddare)
Colin Smith, född den 23 september 1983 i Harare i Zimbabwe, är en brittisk roddare.
Han tog OS-silver i åtta med styrman i samband med de olympiska roddtävlingarna 2008 i Peking.